# 宮島街道

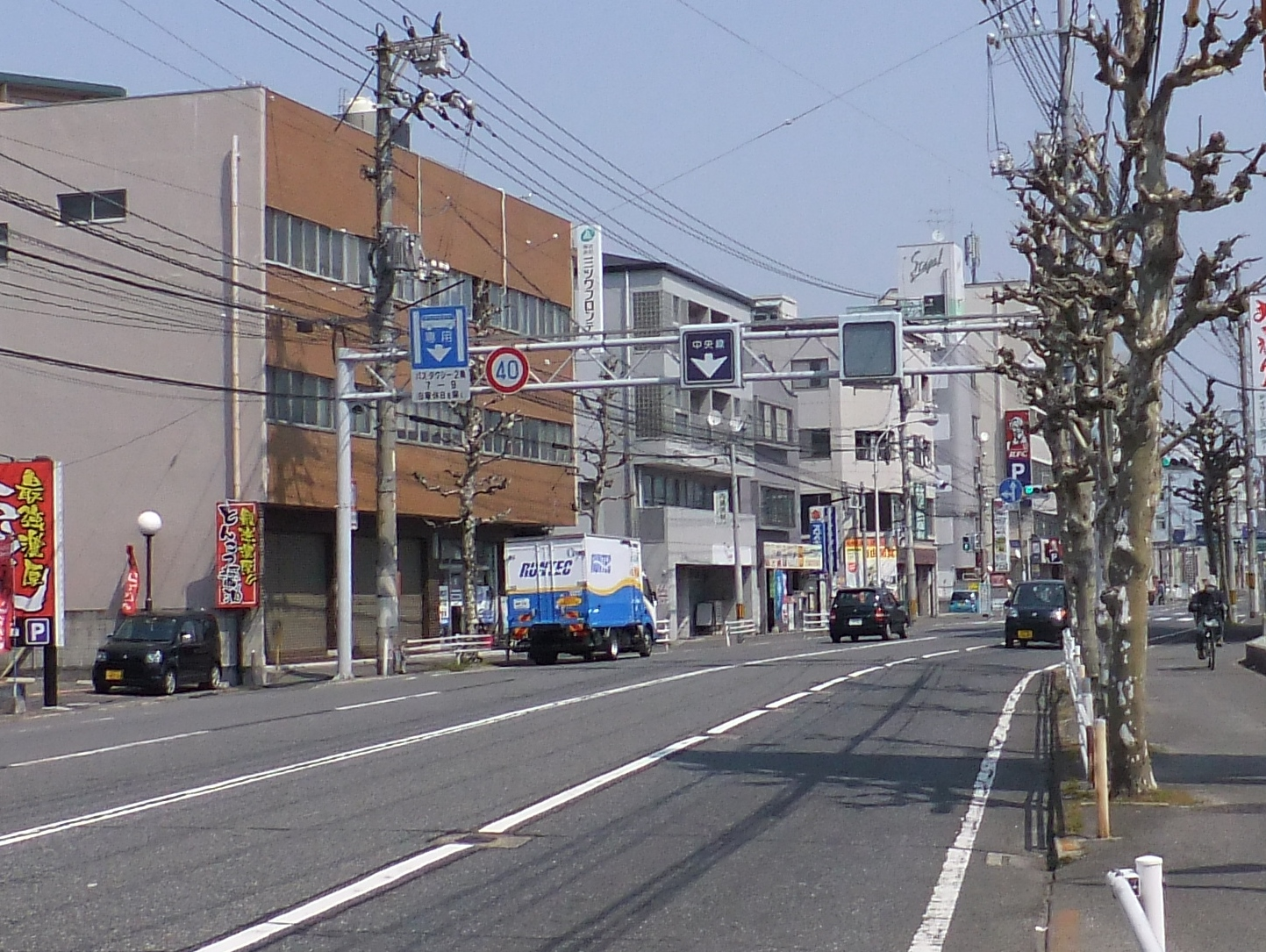
リバーシブルレーン導入当時の宮島街道

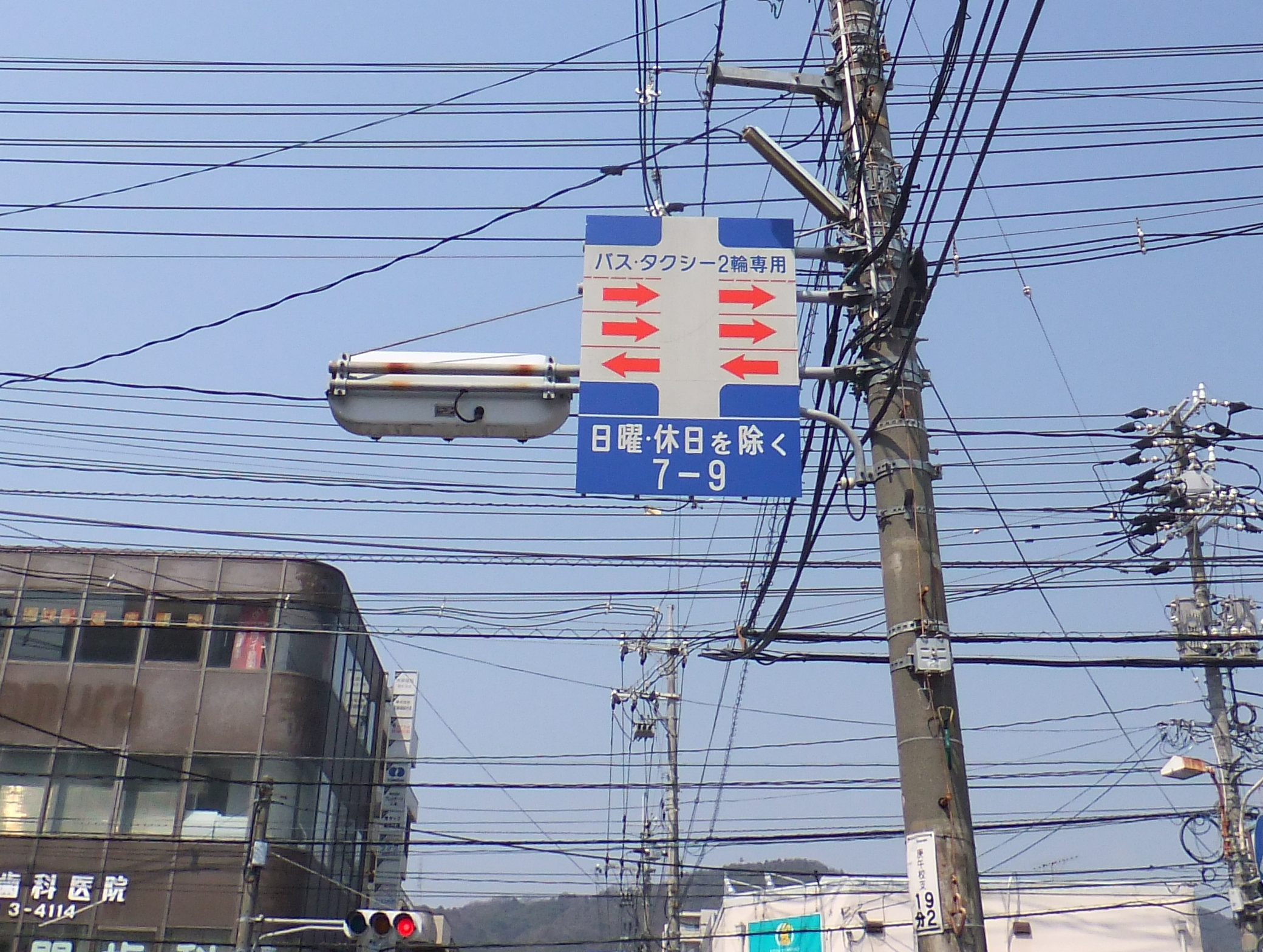
リバーシブルレーン導入当時の案内看板

宮島街道（みやじまかいどう）は、広島県広島市西区西広島駅前交差点から同県廿日市市油ヶ免交差点までの間の道路の通称である。

## 概要
路線のうち、大半が国道2号に指定されており、並行する西広島バイパスも国道2号に指定されているため、ラジオの交通情報などでは、在来2号線（ざいらい2ごうせん）とも呼ばれる。

## 歴史
国道2号線の前身である西国街道は2015年（平成27年）現在の廿日市市串戸から、大野西小学校前交差点まで四郎峠を通る山間部を通っていた。明治になり沿海部を通る道が新設され国道となり、従来の街道と区別するために宮島街道と呼ばれた。このため、己斐から串戸までは西国街道を、串戸から油ヶ免交差点までは宮島往来（宮島往還・地御前道）を前身とする。
昭和に従来の街道より主に海側に拡幅新設された道に更新されている。
1970年代になり西広島バイパスが主要道となると、バイパスと区別するために西広島駅前交差点から串戸を含めた油ヶ免交差点までの在来国道2号線に宮島街道の名前が使われるようになった。
1974年（昭和49年）から2014年（平成26年）まで西広島駅入口交差点 - 草津東二丁目交差点（西区己斐本町一丁目と同区草津東二丁目の間、約2.9 km）に、中央線変移規制が導入され、通常は片側2車線で、平日と土曜は7時 - 9時の2時間、市中心部方向が3車線に変わり、廿日市市方向が1車線に変わるという運用がなされていた。

### 年表
- 1974年（昭和49年）
  - 3月、広島県警察が中央線変移規制を導入[1]。
- 1996年（平成8年）
  - この年、安芸郡坂町の中央線変移規制（2区間）が廃止となり、県内唯一の中央線変移規制を持つ路線となる[1]。
- 2013年（平成25年）
  - 4月、広島県警察が本度末をめどに中央線変移規制を廃止する方向であることが報道される[1]。
- 2014年（平成26年）
  - 4月28日、中央線変移規制を廃止[2]。

## 路線状況
広島電鉄宮島線やJR山陽本線と並走する形の経路をとる。

### 国道2号区間
西広島バイパス入口交差点 - 油ヶ免交差点

### 交通量
平日24時間交通量（台）
- 西区草津本町：28,567
- 廿日市市阿品三丁目：38,609

## 地理

### 通過する自治体
広島県
- 広島市（西区 - 佐伯区） - 廿日市市

### 交差する道路
| 交差する道路                                       | 交差する道路                                       | 交差する場所 | 交差する場所 | 交差する場所       | 路線名       | 大阪から (km) |
| -------------------------------------------------- | -------------------------------------------------- | ------------ | ------------ | ------------------ | ------------ | ------------- |
| JR西広島駅                                         | 比治山庚午線（平和大通り方面）                     | 広島市       | 西区         | 西広島駅前         | 比治山庚午線 | -             |
| 国道2号（西広島バイパス庚午ランプ）                | 国道2号（新広島バイパス）                          | 広島市       | 西区         | 西広島バイパス入口 | 国道2号      | 340.8         |
| -                                                  | 霞庚午線                                           | 広島市       | 西区         | 庚午三差路         | 国道2号      |               |
| 県道71号広島湯来線                                 |                                                    | 広島市       | 西区         | 草津交番（西）     | 国道2号      |               |
| 県道199号五日市停車場線                            | 県道199号五日市停車場線                            | 広島市       | 佐伯区       | 藤垂園             | 国道2号      |               |
| 県道290号原田五日市線（コイン通り）                | 県道290号原田五日市線（コイン通り）                | 広島市       | 佐伯区       | 中央陸橋南詰       | 国道2号      |               |
| 県道41号五日市筒賀線                               | 県道41号五日市筒賀線                               | 広島市       | 佐伯区       | 海老橋西詰         | 国道2号      |               |
| 県道200号廿日市停車場線                            | 県道200号廿日市停車場線                            | 廿日市市     | 廿日市市     | 廿日市小学校入口   | 国道2号      |               |
| 県道294号虫道廿日市線                              | 県道294号虫道廿日市線                              | 廿日市市     | 廿日市市     | 榎浦橋東詰         | 国道2号      |               |
| 県道247号廿日市港線                                | 県道247号廿日市港線                                | 廿日市市     | 廿日市市     | 串戸               | 国道2号      |               |
| 国道2号（西広島バイパス）西広島ランプ              | 国道2号（西広島バイパス）西広島ランプ              | 廿日市市     | 廿日市市     | -                  | 国道2号      | 353.6         |
| 県道43号厳島公園線（宮島連絡船、宮島松大汽船接続） | 県道43号厳島公園線（宮島連絡船、宮島松大汽船接続） | 廿日市市     | 廿日市市     | 宮島口駅前         | 国道2号      | 356.1         |
| 国道2号 岩国・大竹方面                             |                                                    |              |              |                    |              |               |